# ۱۷۴۹ (میلادی)
۱۷۴۹ (میلادی) هزار و هفتصد و چهل و نهمین سال تقویم میلادی است.

## زادگان
- ۲۴ ژانویه – چارلز جیمز فاکس، سیاست‌مدار بریتانیایی (د. ۱۸۰۶)
- ۲۳ مارس – پیر سیمون لاپلاس، ریاضی‌دان، ستاره‌شناس، و فیزیک‌دان فرانسوی (د. ۱۸۲۷)
- ۲۵ سپتامبر – آبراهام گوتلوب ورنر، زمین‌شناس آلمانی (د. ۱۸۱۷)
- ۱۷ دسامبر – دومنیکو چیمارزا، آهنگساز ایتالیایی (د. ۱۸۰۱)
- ۹ مارس – اونوره گابریل ریکوتی، کنت دو میرابو، نویسنده، ژورنالیست، دیپلمات، و سیاست‌مدار فرانسوی (د. ۱۷۹۱)

## درگذشتگان
- مرگ اولین انسان توسط کوسه ماهی